# Bourgon

Bourgon este o comună în departamentul Mayenne, Franța. În 2009 avea o populație de 622 de locuitori.